# Hôtel de ville de Vanves
L'hôtel de ville de Vanves est un bâtiment administratif se trouvant dans la ville de Vanves dans les Hauts-de-Seine. Il est situé rue Mary-Besseyre.

## Historique

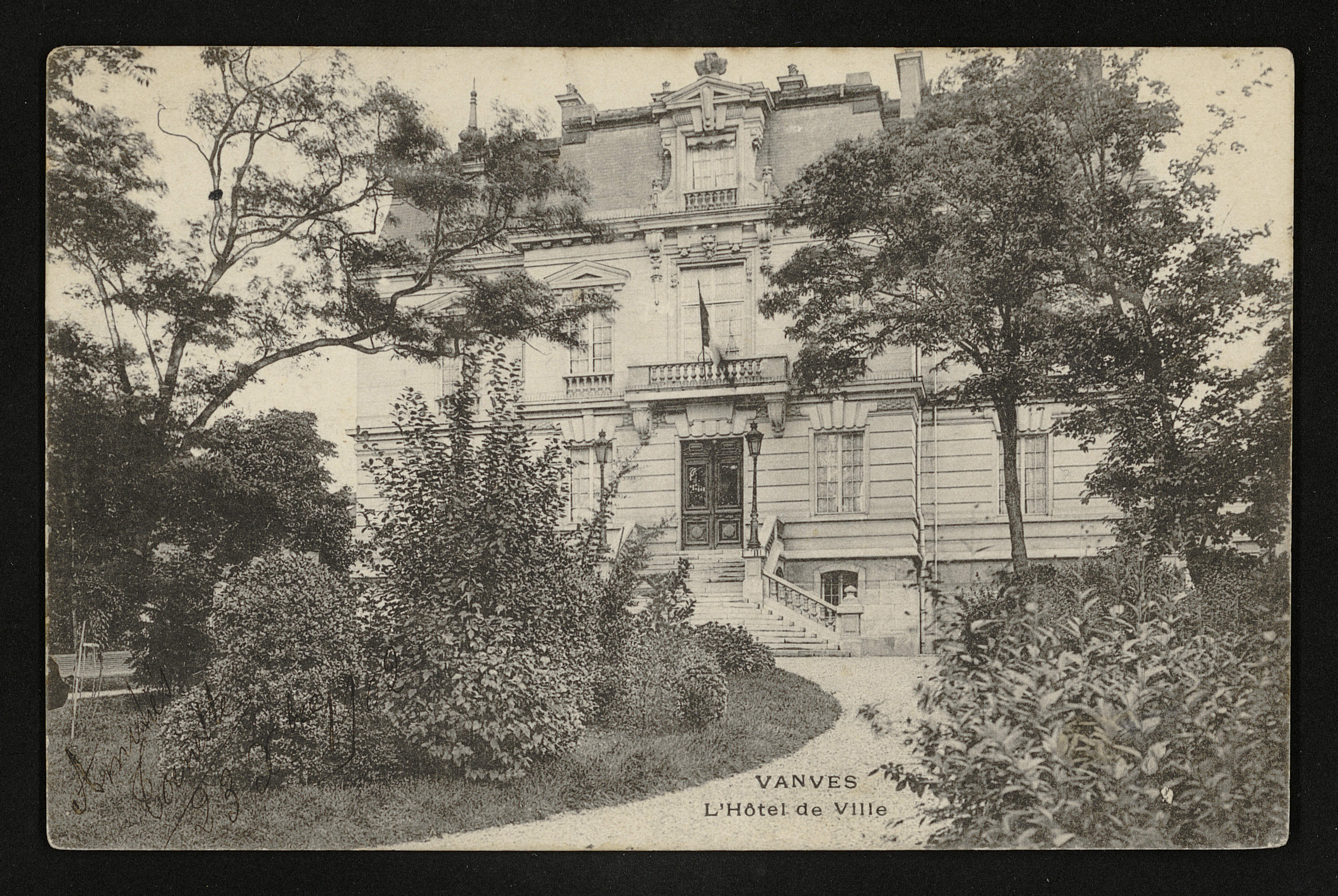
Vanves - L'hôtel de Ville.

À la Révolution, le siège ne la nouvelle municipalité fut établi dans un local attenant à l'église Saint-Rémy. Une mairie fut ensuite construite en 1857 par l'architecte Claude Naissant, route départementale no 74, aujourd'hui la rue Antoine-Fratacci. Une annexe se trouvait rue Normande, aujourd'hui rue Louis-Dardenne, fruit de l'acquisition en 1884 de la propriété Ribout. C'est en 1893, avec la création du chef-lieu de canton, que la commune fit édifier un nouveau bâtiment, inauguré le 23 juillet 1898.

## Description

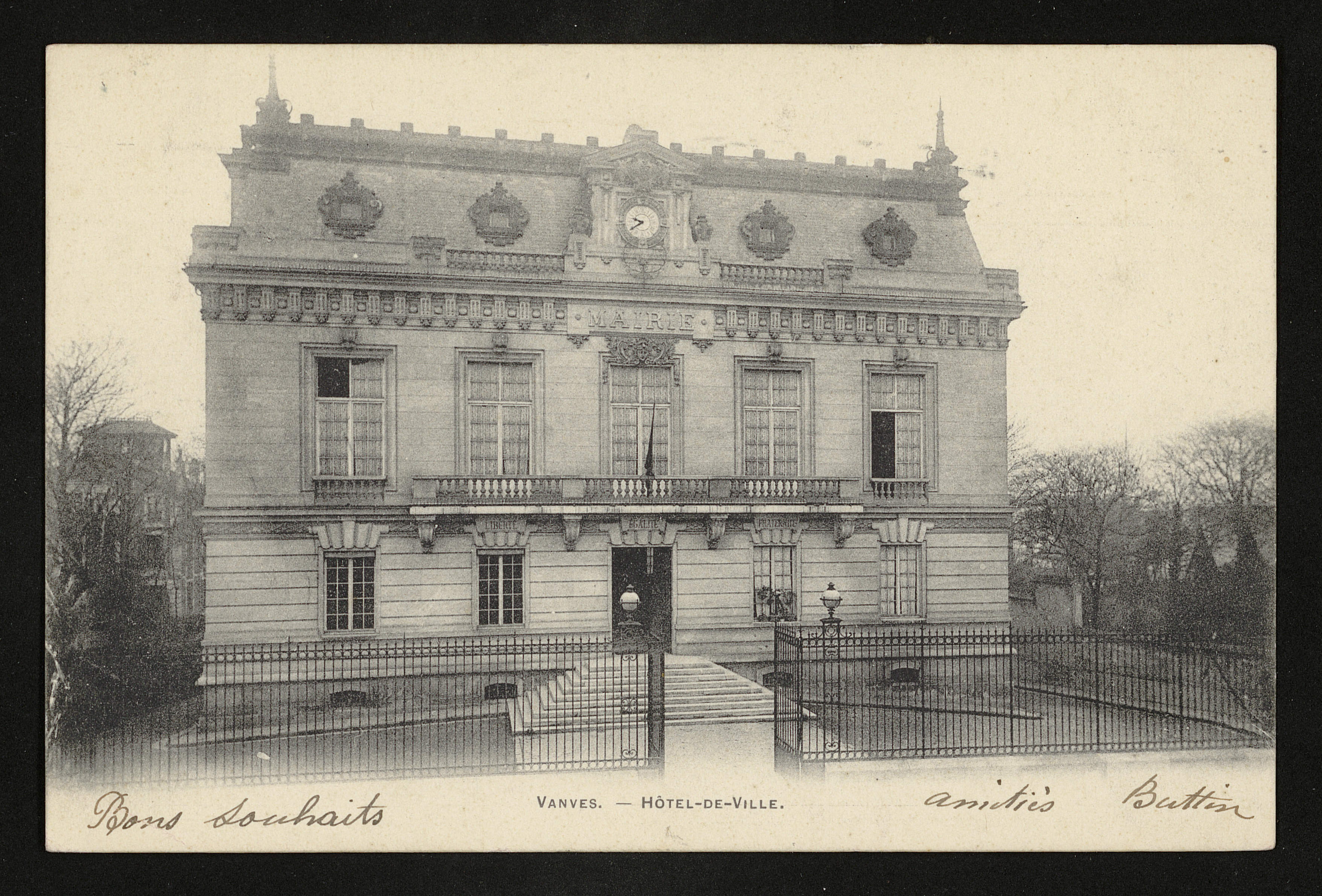
L'hôtel de ville vers 1900.

C'est un bâtiment à deux étages. Au centre de la façade extérieure, se trouve un fronton central portant une horloge. L'entrée se fait par un escalier central à double rampe. La couverture est faite d'ardoises.
Il a été décoré par le peintre Jean Enders. Henri Gaston Darien a de plus réalisé sur les murs de la salle des fêtes des scènes de la vie de Vanves.
Paul Schmitt a réalisé des esquisses, mais qui n'ont pas donné lieu à une réalisation.
Dans l'entrée se trouve un buste de Marina Tsvetaïeva, œuvre du sculpteur Andrei Tyrtyshnikov.